# 베네라 9호
베네라 9호(러시아어: Венера-9, "금성 9호"), 제조업체 명칭 4V-1 No. 660은 금성을 향한 소련의 무인 우주 탐사선으로 궤도선과 착륙선으로 구성되었다. 베네라 10호와 같은 기종으로 동시에 발사되었다. 따라서 이 비행과 착륙은 때로는 단일 임무로 간주되기도 한다.
1975년 6월 8일 02:38:00 UTC에 발사되었으며 질량은 4,936kg이었다. 궤도선은 금성 궤도를 도는 최초의 우주선이며, 착륙선은 다른 행성 표면에서 사진을 보낸 최초의 우주선이다.

## 궤도선
궤도선은 1975년 10월 20일 금성 궤도에 진입했다. 궤도선의 임무는 착륙선의 통신 중계기 역할을 하고 여러 기기와 실험을 통해 구름층과 대기 매개변수를 탐색하는 것이었다. 1975년 10월 26일부터 1975년 12월 25일까지 17개의 조사 임무를 수행했다.
궤도선은 두 개의 태양 전지판 날개가 달린 원통과 곡면에 부착된 고이득 포물선 안테나로 구성되었다. 추진 시스템을 고정하는 종 모양의 장치가 원통 바닥에 부착되었고, 상단에는 착륙선을 고정하는 2.4미터 크기의 구가 장착되어 있었다.

## 착륙선

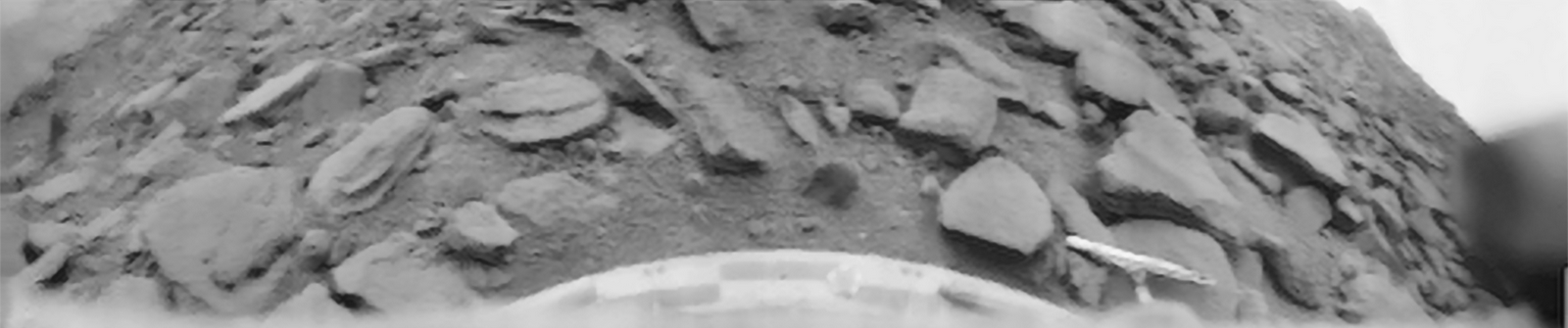
1975년 10월 22일 베네라 9호 착륙선이 촬영한 금성 표면의 첫 번째 모습

착륙선은 초당 10.7km에서 초당 150m로 감속할 때의 진입 열로부터 보호하기 위해 착륙하기 전에 구형 껍질로 둘려싸여 있었다. 그런 다음 이 구를 폭발 볼트로 분리하고 3개의 돔형 낙하산을 전개하여 금성 상공 63km 고도에서 착륙선을 초당 50m로 감속시켰다.
구름층을 통과하여 하강하는 데 약 20분이 걸렸으며 그 동안 착륙선은 대기를 측정하고 궤도선에 정보를 무선으로 전송했다. 뜨거운 대기에서 착륙선 손상을 최소화하기 위해 낙하산은 고도 50km에서 펼쳐졌고, 링 모양의 공기 역학적 실드가 제동을 제공했다. 금성의 대기는 표면 근처에서 매우 밀도가 높기 때문에 이 보호막은 착륙선이 착륙할 때 초당 7m의 하강 속도를 제공했다. 착륙선 하부를 둘러싼 속이 빈 고리인 착륙 장치는 착륙 시 부분적으로 부서져 착륙 충격의 대부분을 흡수했다.
1975년 10월 20일, 착륙선은 궤도선과 분리되었고, 10월 22일 05:13(UTC)에 태양이 가장 높이 떴을 무렵 착륙했다. 베네라 9호는 북위 31° 01′ 동경 291° 38′ / 북위 31.01°  동경 291.64° 의 반경 150km 이내, 베타 레지오 근처, 바위로 덮인 가파른(20°) 경사면에 착륙했다. 진입 구의 무게는 1,560kg이었고 표면 탑재량은 660kg이었다.
베네라 9호는 다른 행성 표면에서 사진을 보내온 최초의 우주선이었다. 착륙 직후 많은 장비가 작동하기 시작했고, 카메라는 2분 후에 작동하기 시작했다. 이 장비들은 수많은 돌이 있는 매끄러운 표면을 보여주었다. 착륙선의 조도는 직사광선이 없는 대낮의 지구와 비슷한 14,000럭스로 측정되었다.
열 부하를 분산하기 위해 순환 유체 시스템이 사용되었다. 이 시스템은 진입 전 사전 냉각을 통해 착륙 후 53분 동안 착륙선을 작동할 수 있었으며, 이 때 궤도선이 무선 범위 밖으로 이동하면서 궤도선과의 무선 접촉이 끊겼다. 하강하는 동안 보호 반구형 껍질, 3개의 낙하산, 디스크 모양의 드래그 브레이크, 압축 가능한 금속 도넛 모양의 착륙 쿠션에 의해 열 방출과 감속이 순차적으로 이루어졌다. 착륙 지점은 베네라 10호 착륙 지점에서 약 2,200km 떨어진 곳이었다.
베네라 9호는 30~35km 높이에 있는 30~40km 두께의 구름을 측정했다. 또한 염산, 불산, 브로민 및 아이오딘을 포함한 대기 화학 물질도 측정했다. 그 밖에도 약 9,100킬로파스칼(90기압)의 표면 압력, 485°C의 온도, 흐린 여름날의 지구 중위도와 비슷한 수준의 표면 조도 등을 측정했다. 베네라 9호는 금성 표면에서 텔레비전 사진(흑백)을 전송한 최초의 탐사선으로, 그림자도 없고 공기 중에 먼지도 없으며 침식되지 않은 30~40cm 크기의 다양한 암석들을 보여주었다. 계획된 360도 파노라마 사진은 두 개의 카메라 렌즈 커버 중 하나가 분리되지 않아 180도로만 촬영할 수 있었기 때문에 촬영할 수 없었다. 이 실패는 베네라 10호에서도 반복되었다.